# Erciyes
Erciyes är ett berg beläget utanför Kayseri i Turkiet. Slocknad stratovulkan. Erciyes har två toppar varav den lägre nivån ligger på 3 703 meter och den högsta nivån på 3 916 meter.
Berget Mons Argaeus, på månen, har fått sitt namn efter Argaiosberget, det antika namnet på Erciyes.